# ژوپیتر (فلوریدا)
ژوپیتر شهری است واقع در ایالت فلوریدا در ایالات متحده آمریکا. بر مبنای سرشماری سال ۲۰۰۰، جمعیت شهر ۳۹٬۳۲۸ تفر بوده‌است. در حالی که تا سال ۲۰۰۹ جمعیت شهر به ۵۰٬۶۰۶ افزایش یافته‌است.

## تاریخ

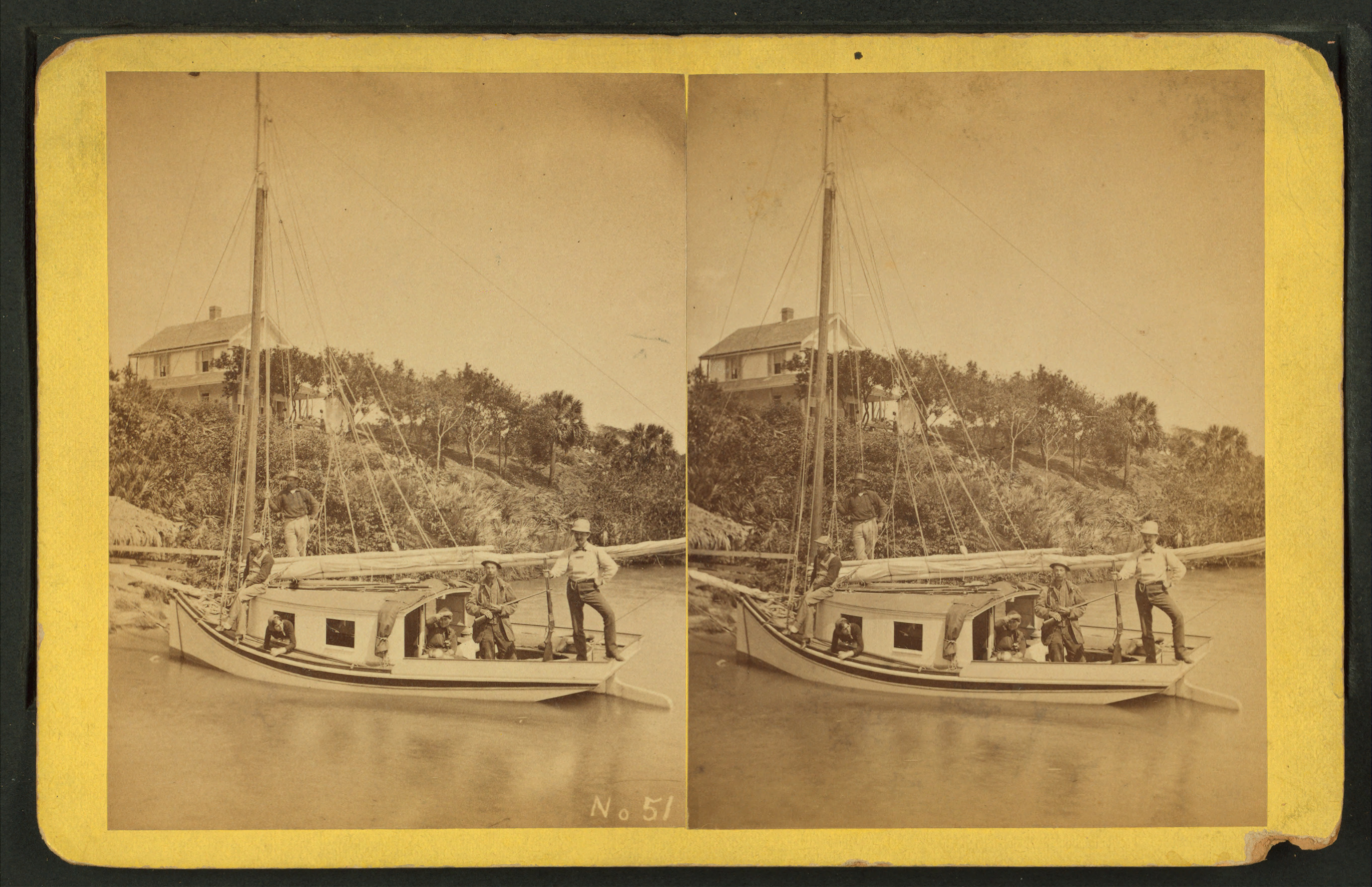

منطقه‌ای که در حال حاضر شهر در آن قرار دارد، اصالتاً بر مبنای نام قبیله سرخپوستان «هوبه» که در دهانه رودخانه لوکساهاچه زندگی می‌کردند نام گذاری شده بود. اما بعدها یک نقشه‌نگار نگارش اسپانیایی هوبه به شکل Jobe را اشتباهاً به صورت Jove ثبت کرد (در اسپانیایی حرف v به صورت ب تلفظ می‌شود). نقشه‌نگار بعدی نیز که به اشتباه تصور کرده بود که این نام همان ژووه، نام ژوپیتر در لاتین باستان است، آن را به شکل ژوپیتر به انگلیسی برگرداند.
قابل توجه‌ترین نشان شهر، فانوس دریایی ژوپیتر اینلت است که ساخت آن در سال ۱۸۶۰ پایان گرفته‌است. از آنجایی‌که رنگ آن بر اثر رطوبت از بین رفته بود دوباره در سال ۱۹۱۰ به قرمز رنگ‌آمیزی شد. این فانوس دریایی عموماً به عنوان سمبل شهر زوپیتر شماخته می‌شود.

## جغرافیا
ژوپیتر در واقع است.
مساحت شهر ۵۵ کیلومتر مربع است که از آن ۶٫۳۵٪ (۲٫۸ کیلومتر مربع) را آب تشکلیل می‌دهد.

## جمعیت‌شناسی
حدود ۹۵ درصد جمعیت شهر سفیدپوست، ۱٫۲۲٪ سیاه‌پوست، ۰٫۱۹٪ بومی آمریکایی و ۱٫۱۲٪ زردپوست هستند.

## ساکنین سرشناس
- سلین دیون
- مایکل جردن
- دیلیون هارپر